# Eliminatoria al Campeonato Sub-17 de la AFC de 2002
La Eliminatoria al Campeonato Sub-17 de la AFC de 2002 fue la ronda previa que disputaron 27 selecciones infantiles de Asia para conseguir una de las 11 plazas para la fase final del torneo a disputarse en los Emiratos Árabes Unidos junto al país anfitrión.

## Grupo 1
Los partidos se jugaron en Sanaa, Yemen del 26 al 30 de julio.
| País      | Pts | J | G | E | P | GF | GC |
| --------- | --- | - | - | - | - | -- | -- |
| Yemen     | 9   | 3 | 3 | 0 | 0 | 9  | 1  |
| Baréin    | 4   | 3 | 1 | 1 | 1 | 4  | 5  |
| Kuwait    | 4   | 3 | 1 | 1 | 1 | 4  | 6  |
| Palestina | 0   | 3 | 0 | 0 | 3 | 3  | 8  |

| Yemen | 2 - 0 | Baréin |

| Palestina | 1 - 2 | Kuwait |

| Kuwait | 1 - 1 | Baréin |

| Yemen | 3 - 0 | Palestina |

| Palestina | 2 - 3 | Baréin |

| Kuwait | 1 - 4 | Yemen |

## Grupo 2
Los partidos se jugaron el 26 y el 31 de julio. Líbano abandonó el torneo.
| Equipo 1       | Agr. | Equipo 2 | Ida | Vuelta |
| -------------- | ---- | -------- | --- | ------ |
| Arabia Saudita | 0-1  | Siria    | 0-0 | 0-1    |

## Grupo 3
Los partidos se jugaron en Doha, Qatar del 26 al 31 de julio.
| País     | Pts | J | G | E | P | GF | GC |
| -------- | --- | - | - | - | - | -- | -- |
| Catar    | 6   | 2 | 2 | 0 | 0 | 5  | 1  |
| Jordania | 3   | 2 | 1 | 0 | 1 | 2  | 2  |
| Irak     | 0   | 2 | 0 | 0 | 2 | 2  | 6  |

| Irak | 1 - 2 | Jordania |

| Catar | 4 - 1 | Irak |

| Jordania | 0 - 1 | Catar |

## Grupo 4
Los partidos se jugaron en Chennai, India el 5 y 7 de julio. Bután abandonó el torneo.
| Equipo 1 | Agr. | Equipo 2 | Ida  | Vuelta |
| -------- | ---- | -------- | ---- | ------ |
| Maldivas | 0-12 | India    | 0-10 | 0-2    |

## Grupo 5
Los partidos se jugaron en Tashkent, Uzbekistán del 6 al 10 de mayo.
| País       | Pts | J | G | E | P | GF | GC |
| ---------- | --- | - | - | - | - | -- | -- |
| Uzbekistán | 6   | 2 | 2 | 0 | 0 | 9  | 2  |
| Kirguistán | 1   | 2 | 0 | 1 | 1 | 3  | 6  |
| Sri Lanka  | 1   | 2 | 0 | 1 | 1 | 1  | 5  |

| Kirguistán | 1 - 1 | Sri Lanka |

| Sri Lanka | 0 - 4 | Uzbekistán |

| Uzbekistán | 5 - 2 | Kirguistán |

## Grupo 6
Los partidos se jugaron en Dushanbe, Tajikistán del 13 al 17 de mayo.
| País         | Pts | J | G | E | P | GF | GC |
| ------------ | --- | - | - | - | - | -- | -- |
| Tayikistán   | 6   | 2 | 2 | 0 | 0 | 7  | 0  |
| Pakistán     | 3   | 2 | 1 | 0 | 1 | 2  | 4  |
| Turkmenistán | 0   | 2 | 0 | 0 | 2 | 0  | 5  |

| Tayikistán | 3 - 0 | Turkmenistán |

| Turkmenistán | 0 - 2 | Pakistán |

| Pakistán | 0 - 4 | Tayikistán |

NB: Debido a la suspensión de Tajikistán, Pakistán tomó su lugar en la fase final del torneo.

## Grupo 7
Los partidos se jugaron en Yangón, Myanmar del 13 al 17 de mayo.
| País      | Pts | J | G | E | P | GF | GC |
| --------- | --- | - | - | - | - | -- | -- |
| Myanmar   | 6   | 2 | 2 | 0 | 0 | 15 | 0  |
| Hong Kong | 3   | 2 | 1 | 0 | 1 | 3  | 9  |
| Singapur  | 0   | 2 | 0 | 0 | 2 | 0  | 9  |

| Myanmar | 9 - 0 | Hong Kong |

| Hong Kong | 3 - 0 | Singapur |

| Singapur | 0 - 6 | Myanmar |

## Grupo 8
Los partidos se jugaron en Seúl, Corea del Sur del 15 al 18 de abril.
| País          | Pts | J | G | E | P | GF | GC |
| ------------- | --- | - | - | - | - | -- | -- |
| Corea del Sur | 9   | 3 | 3 | 0 | 0 | 25 | 1  |
| Laos          | 6   | 3 | 2 | 0 | 1 | 9  | 12 |
| Camboya       | 3   | 3 | 1 | 0 | 2 | 4  | 9  |
| Filipinas     | 0   | 3 | 0 | 0 | 3 | 0  | 16 |

| Filipinas | 0 - 3 | Camboya |

| Corea del Sur | 11 - 1 | Laos |

| Camboya | 1 - 3 | Laos |

| Corea del Sur | 8 - 0 | Filipinas |

| Laos | 5 - 0 | Filipinas |

| Camboya | 0 - 6 | Corea del Sur |

## Grupo 9
Los partidos se jugaron en Pyongyang, Corea del Norte del 20 al 224 de mayo.
| País            | Pts                | J                  | G                  | E                  | P                  | GF                 | GC                 |
| --------------- | ------------------ | ------------------ | ------------------ | ------------------ | ------------------ | ------------------ | ------------------ |
| China           | 6                  | 2                  | 2                  | 0                  | 0                  | 20                 | 2                  |
| Corea del Norte | 3                  | 2                  | 1                  | 0                  | 1                  | 23                 | 3                  |
| Mongolia        | 0                  | 2                  | 0                  | 0                  | 2                  | 0                  | 38                 |
| Guam            | abandonó el torneo | abandonó el torneo | abandonó el torneo | abandonó el torneo | abandonó el torneo | abandonó el torneo | abandonó el torneo |

| China | 17 - 0 | Mongolia |

| Mongolia | 0 - 21 | Corea del Norte |

| Corea del Norte | 2 - 3 | China |

## Grupo 10
Los partidos se jugaron en Taipéi, Taiwán del 19 al 23 de mayo.
| País         | Pts | J | G | E | P | GF | GC |
| ------------ | --- | - | - | - | - | -- | -- |
| Vietnam      | 4   | 2 | 1 | 1 | 0 | 3  | 2  |
| Indonesia    | 2   | 2 | 0 | 2 | 0 | 2  | 2  |
| China Taipéi | 1   | 2 | 0 | 1 | 1 | 2  | 3  |

| Indonesia | 1 - 1 | Vietnam |

| China Taipéi | 1 - 1 | Indonesia |

| Vietnam | 2 - 1 | China Taipéi |

## Grupo 11
Los partidos se jugaron en Kelana Jaya, Malasia del 11 al 15 de mayo.
| País    | Pts | J | G | E | P | GF | GC |
| ------- | --- | - | - | - | - | -- | -- |
| Japón   | 9   | 3 | 3 | 0 | 0 | 22 | 0  |
| Malasia | 6   | 3 | 2 | 0 | 1 | 16 | 2  |
| Brunéi  | 3   | 3 | 1 | 0 | 2 | 3  | 21 |
| Macao   | 0   | 3 | 0 | 0 | 3 | 1  | 19 |

| Brunéi | 0 - 11 | Japón |

| Malasia | 7 - 0 | Macao |

| Macao | 0 - 9 | Japón |

| Malasia | 9 - 0 | Brunéi |

| Macao | 1 - 3 | Brunéi |

| Japón | 2 - 0 | Malasia |

## Clasificados
| - Yemen - Siria - Catar - India | - Uzbekistán - Pakistán - Myanmar - Corea del Sur | - China - Vietnam - Japón - UAE (anfitrión) |